# Ayumu Kameda
Ayumu Kameda (japanisch 亀田 歩夢 Kameda Ayumu; * 19. Dezember 2006 in der Präfektur Kanagawa) ist ein japanischer Fußballspieler.

## Karriere
Ayumu Kameda erlernte das Fußballspielen in der Schulmannschaft der RKU Kashiwa High School. Seinen ersten Vertrag unterschrieb er am 1. Februar 2025 bei Kataller Toyama. Der Verein aus Toyama spielt in der zweiten japanischen Liga, der J2 League. Sein Zweitligadebüt gab Ayumu Kameda am 23. März 2025 (6. Spieltag) im Auswärtsspiel gegen Sagan Tosu. Bei der 1:0-Niederlage wurde er in der 84. Minute für Shimpei Nishiya eingewechselt.